# Gáborova dolina
Gáborova dolina je malé údolí odbočující z Račkovy doliny severovýchodním směrem.
Údolím protéká Gáborův potok s jedním vodopádem a prochází jím modrá turistická značka. V místě zvaném Gáborov zadok se modrá značka stáčí severovýchodním směrem k Bystrému sedlu a připojuje se k ní zelená turistická značka směřující západně ke Gáborovu sedlu (1938 m n. m.), pod kterým se nacházejí Gáborove plesá. Od Račkovy doliny je Gáborova dolina oddělena krátkým hřbetem vybíhajícím z Klina (2173 m n. m.).